# Forma standard di Frénicle
Un quadrato magico si dice essere nella forma standard di Frénicle, che prende nome da Bernard Frénicle de Bessy, se queste due condizioni sono soddisfatte:
1. L'elemento nella posizione [1,1] (angolo in alto a sinistra) è il minore dei quattro elementi d'angolo;
2. L'elemento nella posizione [1,2] (prima riga, seconda colonna) è più piccolo dell'elemento nella posizione [2,1].

Questa forma è stata ideata dal momento che un quadrato magico rimane "essenzialmente simile" se viene ruotato o trasposto. Per esempio, gli 8 quadrati magici seguenti sono tutti essenzialmente simili, ma solo l'ultimo si trova nella forma standard di Frénicle:
```
 8 1 6   8 3 4     4 9 2   4 3 8     6 7 2   6 1 8     2 9 4   
2 7 6

 3 5 7   1 5 9     3 5 7   9 5 1     1 5 9   7 5 3     7 5 3   
9 5 1

 4 9 2   6 7 2     8 1 6   2 7 6     8 3 4   2 9 4     6 1 8   
4 3 8
```